# Sølvfasan
Sølvfasan (latin: Lophura nycthemera) er en hønsefugl, der lever i Kina og Sydøstasien. 
Dens naturlige levested er i skove, hovedsagelig på bjerge på fastlandet Sydøstasien, og det østlige og sydlige Kina. Fuglen er indført i Hawaii og på det amerikanske fastland. Hannen er sort og hvid, mens hunnen er overvejende brun. Begge køn har et blodigt rødt ansigt og røde ben (sidstnævnte adskiller det fra den gråbenede Kalij-fasan). Arten er ikke truet og er almindelig i naturen, men nogle af dens underarter er sjældne og truede, især Whiteheadi fra Hainan, Engelbachi fra det sydlige Laos og Annamensis fra det sydlige Vietnam.
Oprindelse
Den svenske naturforsker Linné beskrev i 1758 sølvfasanen og placerede den sammen med de øvrige fasaner i slægten Phasianus. Siden er den – eller i det mindste nogle af de underarter, der er forbundet med den – blevet placeret enten i Euplocamus eller Gennceus. I dag er sølvfasanen af de fleste anbragt i slægten Lophura. Sølvfasanen er nært beslægtet med Kalij-fasanen, og de to er kendt for at danne hybrider ved parring. Oprindelsen af Lineata og Crawfurdi har været genstand for uenighed: Nogle betragter dem som underarter af Kalij-fasanen og andre som underarter af sølvfasanen. De har grålige ben som Kalij-fasanen, mens fjerdragten er tættere på nogle underarter af sølvfasanen. Derudover findes sølvfasan, Lineata og Crawfurdi øst for Irrawaddy-floden, som udgør en markant zoogeografisk barriere, mens alle andre underarter af Kalij-fasan findes vest for floden. Oatesi, en underart af Kalij-fasanen, er undertiden indberettet som forekommende øst for denne flod, men dette er forkert. Baseret på mtDNA er det bekræftet, at Lineata og Crawfurdi bør betragtes som underarter af Kalij-fasanen.
Med disse to underarter af Kalij-fasanen har sølvfasanen 15 underarter. Men mens nogle underarter er relativt karakteristiske. Flere andre oprindelser, for eksempel Andersoni, betragtes nu som ugyldige af alle større myndigheder.
Den kejserlige fasangang har tidligere været anset som meget sjælden, men er en naturligt forekommende hybrid mellem sølvfasan og den vietnamesiske fasan.